# Za Dengel
Za Dengel (äthiop. ዘድንግል, Thronname: Asnaf Sagad II. oder Asnaf Seged oder Atsnaf Seged አፅናፍ ሰገድ; † 24. Oktober 1604) war von 1603 bis 1604 Negus Negest (Kaiser) von Äthiopien. Er war der Sohn von Lesana Krestos, dem Bruder von Sarsa Dengel der herrschenden Salomoniden-Dynastie.
Za Dengel heiratete womöglich 'Woizero' Wangelawit, die älteste Tochter seines zweiten Cousins, Prinz Sissinios (dem späteren Kaiser) und Dame Wolde Saala von Walaqa und Marabete (später Kaiserin Sultan Mogassa). 
Sarsa Dengel war davon überzeugt, dass der andauernde Krieg einen Erwachsenen auf dem Kaiserthron brauchte. Da er sich erst spät um Nachkommenschaft gesorgt hatte, waren seine eigenen Kinder zu jung, und so wollte er Za Dengel zu seinem Erben machen. Dieser Plan wurde jedoch durch die Einflussnahme insbesondere der Kaiserin Sena Maryam, Stiefmutter des ältesten überlebenden Sohns des Kaisers, Prinz Jakob, zunichtegemacht. Dieser kam anstelle Za Dengels an die Macht.
Za Dengel wurde in die religiöse Abgeschiedenheit auf die Insel Daq im Tanasee geschickt. Er floh und fand Unterschlupf in Gojam.
Im Jahr 1603 wurde Za Dengel durch Ras Za Sellase als vermeintliche Repräsentationsfigur auf den Kaiserthron gehoben. Er wurde als Asnaf Segad ("vor dem sich die Horizonte verneigen") gekrönt. Za Dengel rief jedoch den Jesuiten Pedro Páez an seinen Hof in Dankaz. Durch dessen Überzeugungsarbeit wandte er sich dem Katholizismus zu.
Za Sellase zog nach diesem Glaubensübertritt nicht nur seine Unterstützung zurück, sondern begann aktiv gegen ihn vorzugehen und initiierte einen Aufstand in Gojam. Za Dengel begegnete den Aufständischen auf der Ebene von Bartcho um die Revolte niederzuschlagen. Trotz der Unterstützung durch 200 portugiesische Musketiere, kam Za Dengel in der Schlacht am  24. Oktober 1604 um.